# Liste der Baudenkmäler in Westerkappeln
Die Liste der Baudenkmäler in Westerkappeln enthält die denkmalgeschützten Bauwerke auf dem Gebiet der Gemeinde Westerkappeln im Kreis Steinfurt in Nordrhein-Westfalen (Stand: September 2011). Diese Baudenkmäler sind in der Denkmalliste der Gemeinde Westerkappeln eingetragen; Grundlage für die Aufnahme ist das Denkmalschutzgesetz Nordrhein-Westfalen (DSchG NRW).

| Bild                     | Bezeichnung                          | Lage                                                                          | Beschreibung | Bauzeit | Eingetragen seit                 | Denkmal- nummer |
| ------------------------ | ------------------------------------ | ----------------------------------------------------------------------------- | --- | ------- | -------------------------------- | --------------- |
| BW                       | Wasserburg                           | Haus Cappeln 1 Karte                                                          | Gräften, Hof- und Grünanlagen einschließlich Gebäude, Alleen und Torpfeiler |         | 30.12.1981 01.02.1988 07.12.1988 | 1               |
| BW                       | Geschäftshaus                        | Kreuzstraße 1 Karte                                                           | Giebelständiger Bau mit zweifach vorkragendem Fachwerkgiebel auf Knaggen aus dem Jahre 1779, Umbau 1936 |         | 02.11.1984                       | 2               |
| Bildungsstätte           | Bildungsstätte                       | Kreuzstraße 14 Karte                                                          | Eingeschossiger, giebelständiger Fachwerkbau aus der 2. Hälfte des 19. Jahrhunderts |         | 02.11.1984                       | 3               |
| Fachwerk-Doppelheuerhaus | Fachwerk-Doppelheuerhaus             | Mühlenweg 9 Karte                                                             | Eingeschossiger Fachwerkbau aus dem Jahr 1782: Landschaftstypisches, die Kulturlandschaft prägendes Gebäude |         | 14.03.1985                       | 4               |
| BW                       | Kötterhaus                           | Wahlstraße 39 Karte                                                           | Eingeschossiges Fachwerkhaus mit geputzten und weiß gestrichenen Gefachen. Landschaftstypisches, die Kulturlandschaft prägendes Gebäude |         | 18.11.1985,                      | 5               |
| BW                       | Gaststätte mit Wohnungen             | Große Straße 10 Karte                                                         | Wichtiger Eckbau, giebelständiges Fachwerkhaus mit dreifach vorspringendem Giebelfeld auf Knaggen. Mehrfach umgebaut. |         | 18.11.1985                       | 6               |
| BW                       | Wohn- und Geschäftshaus              | Große Straße 17 Karte                                                         | eingeschossiger Putzbau mit ausgebautem Dachgeschoss, werksteingefasster Risalit mit Dreiecksgiebel, darin Barockwappen. |         | 18.11.1985                       | 7               |
| BW                       | Torpfeiler                           | Kirchplatz Karte                                                              | 4 quaderbossierte Torpfeiler, je 2 am Ost- und Westzugang. |         | 18.11.1985                       | 8               |
| weitere Bilder           | Friedhofstor                         | Osnabrücker Straße Karte                                                      | Klassizistisches, tonnengewölbtes Torgebäude mit gequaderten Stirnseiten, spitzbogige Fenster, Stuckkassetten, Baujahr 1839 |         | 18.11.1985                       | 9               |
| weitere Bilder           | Ev. Pfarrkirche                      | Kirchstraße Karte                                                             | Frühe Tochterkirche des Osnabrücker Doms, Romanischer Turm, im Kern wohl noch 12. Jahrhundert |         | 18.11.1985                       | 10              |
| BW                       | Wohnhaus                             | Kreuzstraße 27 Karte                                                          | Zweigeschossige Putzvilla, um 1900. Geschossunterteilung durch breites Gesims, Fenster mit Stuck überdacht, Erkerbalkon mit Balustergeländer. |         | 18.11.1985                       | 11              |
| BW                       | Fachwerkhaus                         | Hügelstraße 21 Karte                                                          | 1-geschossigees Fachwerkhaus mit verklinkerten Gefachen aus dem Jahre 1892. Landschaftstypisches, die Kulturlandschaft prägendes Gebäude |         | 02.06.1986                       | 12              |
| BW                       | gelöscht                             | Kreuzstraße 13 Karte                                                          | |         |                                  | 13              |
| Wassermühle              | Wassermühle                          | Laggenbecker Straße 6 Karte                                                   | Eine der wenigen noch gut erhaltenen Wassermühlen, bei der Wasserrad und Mahlgang noch funktionstüchtig sind. Bedeutend für die Entwicklung der Arbeits- und Produktionsverhältnisse des hiesigen Raumes. |         | 02.06.1986                       | 14              |
| BW                       | Wassermühle Obergraben und Stauteich | Laggenbecker Straße 6 Karte                                                   | |         | 04.04.2006                       | 14a             |
| BW                       | Hofanlage                            | Höveringhausener Weg 42 Karte                                                 | Bestehend aus einem Zweiständerbauernhaus, wohl frühes 19. Jh. sowie Backspeicher von 1820 mit ausgebauten Ofen. |         | 02.06.1986                       | 15              |
| BW                       | Backhaus                             | Langenbrücker Straße 15 Karte                                                 | Fachwerkbackhaus von 1827. Grundlegend renoviert. |         | 02.06.1986                       | 16              |
| BW                       | Fachwerkhaus                         | Am Stollenkamp 23 Karte                                                       | Landschaftstypisches, die Kulturlandschaft prägendes Gebäude, 1895. |         | 11.06.1986                       | 17              |
| BW                       | Ackerbürgerhaus                      | Bahnhofstraße 3 Karte                                                         | Giebelständiges Fachwerkhaus. Vorkragendes Giebelschild, im oberen Drittel verbrettert. Markantes Gebäude im Straßenverlauf. |         | 20.08.1986                       | 18              |
| weitere Bilder           | Judenfriedhof                        | Osnabrücker Straße Karte                                                      | Denkmal aus orts- und allgemeingeschichtlichen Gründen. Strenge Grabmäler aus Sandstein in abgerundeter Stelenform, geprägt von Gestaltungen des 17./18. Jh. |         | 06.03.1987                       | 19              |
| BW                       | Fachwerkhaus                         | Am Stollenkamp 21 Karte                                                       | Datiert 1886. Gefache verputzt. Giebelschilde verbrettert. Die Bedeutung ergibt sich aus volkskundlichen Gründen. |         | 30.09.1987                       | 20              |
| BW                       | Hofanlage                            | Lotter Straße 10 Karte                                                        | Bestehend aus Haupthaus, 18. Jahrhundert, Nebengebäude und Backsteinlagergebäude. Volks- und siedlungsgeschichtlich bedeutendes Zeugnis für die Entwicklung einer - Kötter-Siedlungsstelle. |         | 06.10.1988                       | 21              |
| BW                       | Heuerhaus                            | Am Windmühlenhügel 8 Karte                                                    | Fachwerkhaus, im Kern von 1625, welches noch ohne Kammerfach war Dfe Zufügungen von 1886 im Fachwerk sind ebenfalls denkmalwert. |         | 06.10.1988                       | 22              |
| Durchlass                | Durchlass                            | Düter Straße Karte                                                            | In Bruchstein gemauerter Durchlass mit Tonnengewölbe, Schlussstein |         | 07.12.1988                       | 23              |
| BW                       | Fachwerkhaus                         | Kreuzstraße 14 a Karte                                                        | Giebelständiges Ackerbürgerhaus aus dem 17. Jahrhundert. Aus orts- und baugeschichtlichen Gründen ein bedeutendes Zeugnis für das Leben in Westerkappelm im 17. Jh. Später z. T. gravierende Veränderungen. |         | 03.10.1989                       | 24              |
| BW                       | Fachwerkhaus                         | Steinpättken 1 Karte                                                          | Fachwerktraufenbau, 2. Hälfte des 18. Jh. Giebel auf Knaggen vorkragend. Dachstuhl mit Windrispen. |         | 03.01.1990                       | 25              |
| BW                       | Streckenwärterdienstgehöft           | Schachselstraße 17 (früher: Seeste 77), am Mittellandkanal bei km 22,10 Karte | Wärtergehöft aus dem Jahre 1909, bestehend aus Wohn- und Dienstgebäude, Stall, Schuppen und Brunnen. |         | 03.12.1992                       | 26              |
|                          | Hofanlage                            | Klärkweg 1                                                                    | Hofanlage aus dem Jahre 1819, bestehend aus Haupthaus, Schweinestall, Scheune, Backhaus, Brunnen, Begrenzungsmauer sowie Baumreihe entlang der Mauer. |         | 10.05.1993                       | 27              |
| BW                       | Hofanlage                            | Kuhlmannstraße 5 Karte                                                        | Hofanlage aus dem Jahre 1832, bestehend aus Haupthaus, Fachwerkremise und Scheune. |         | 10.05.1993                       | 28              |
| BW                       | Gaststätte mit Wohnung und Stall     | Kirchstraße 15 Karte                                                          | Zurückgefegter Treppeneingang in der Giebelachse. Spruchbalkenbezeichnung aus dem Jahre 1781. Gastwirtschaft mit Wohnung um 1800 als Fachwerktraufbau unter Krüppelwalmdach mit ausgebautem Dacherker. Stallgebäude um 1900. |         | 10.05.1993                       | 29              |
| BW                       | Wohnhaus                             | Kreuzstraße 9 Karte                                                           | Eingeschossiger Fachwerkgiebelbau auf hohem Sockel. Putzgefache. Giebel vorkragend auf Knaggen. Giebelspitze verbreitert. Sockel gleicht Höhenunterschied zum Kirchplatz aus. Umbauten der rechten Giebelseite. |         | 04.07.1996                       | 30              |
| BW                       | Grabstelle Nr. 210144                | Wilhelmshöhe Karte                                                            | Mitte des 19. Jahrhunderts errichtete Grabstelle, Sandsteinsockel mit Eisengitter, in dem fünf ovalförmige Namenplaketten eingearbeitet sind. Bedeutend für Westerkappeln als eines der älteren Grabstellen auf dem Evang. Friedhof. Für die Erhaltung und Nutzung liegen wissenschaftliche, technikgeschichtliche Gründe vor, weil es die Verarbeitung des Eisens in der zweiten Häffte des 19. Jahrhunderts dokumentiert. |         | 08.08.1996                       | 31              |
| BW                       | Verwaltungsgebäude                   | Heerstraße 9 Karte                                                            | Bei dem Verwaltungsgebäude handelt es sich um einen zweigeschossigen Putzbau unter Walmdach mit 7/4-achsiger Fassadenteilung. |         | 17.05.2005                       | 32              |
| weitere Bilder           | Förderturm Schacht Morgenstern       | Morgensternstraße Karte                                                       | Auf quadratischem Grundriss errichteter gemauerter Förderturm mit Turmfördermaschine auf der obersten Ebene. Erbaut 1943. |         | 23.03.2010                       | 33              |